# Microgobius crocatus
 Microgobius crocatus es una especie de peces de la familia Gobiidae en el orden Perciformes.

## Distribución geográfica
Se encuentra en el Pacífico oriental central.

## Observaciones
Es inofensivo para los humanos.